# Andreas März
Andreas März (* 1972 in Rosenheim) ist ein deutscher Politiker (CSU). Er ist seit 2020 Oberbürgermeister der Stadt Rosenheim.
Er besuchte das Ignaz-Günther-Gymnasium und erlangte sein Abitur 1992. Im Anschluss studierte er Brauwesen und Getränketechnologie an der TU München bis 1999. In den Jahren von 2001 bis 2008 war er CEO der amerikanischen Firma Cleanfix USA. Von 2009 bis 2020 war er Geschäftsführer der Bizz'up GmbH.
Seit 2014 ist er Mitglied des Stadtrats Rosenheim und seit der Kommunalwahl 2020 Oberbürgermeister.